# Пангея
Пангея (на гръцки означава „всички земи“) е хипотетичен свръхконтинент, съществувал по време на мезозойската ера, преди тектонските плочи да разделят съставящите я континенти. Названието е предложено от Алфред Вегенер в теорията му за континенталния дрейф. Пангея се разделя преди около двеста милиона години. Когато континентите се събират и оформят Пангея, тогава се образуват и планините. Някои от тези древни планини все още съществуват, например Апалачите и Урал. Огромният океан, заобикалящ Пангея, се нарича Панталаса.
Мантията под старото местоположение все още е гореща и се опитва да се издигне. В резултат на това Африка се издига с няколко десетки метра над другите континенти.

## Хипотези
Смята се, че Пангея не е първият случай на свързване на континенти, образуващи един континент: свръхконтинентът Родиния е образуван преди около 1100 млн. години, а се разделя преди около 750 млн. години.
Също така се смята, че е съществувал и свръхконтинентът Панотия, образуван преди около 600 млн. години и разделил се преди около 550 млн. години.
По време на юрския период Пангея се разделя на две части: Гондвана и Лавразия.
С откриването на литосферните плочи, върху които се движат континентите, от една страна, става възможна хипотезата за новообразуваната океанска кора (т.нар. разширяване на океанското дъно), а от друга страна, теорията за континенталното разместване се превърна в съвременна теория за тектониката на плочите.